# Kevin Jobity
Kevin Rudolph Jobity (Brooklyn, 21 novembre 1974) è un ex cestista canadese.

## Carriera
Con il Canada ha disputato i Campionati mondiali del 2002 e due edizioni dei Campionati americani (2001, 2005).